# Metro de Glasgow
El Metro de Glasgow (en inglés: Glasgow Subway) es un sistema de ferrocarril metropolitano de la ciudad de Glasgow, en Escocia, Reino Unido.  Fue inaugurado el 14 de diciembre de 1896, siendo el cuarto ferrocarril metropolitano más antiguo del mundo tras el de Londres, Chicago y el de Budapest. Inicialmente operó con un circuito de cables y posteriormente se utilizó un sistema de electrificación. 
Posee una única línea circular que nunca ha sido ampliada. El metro anteriormente se denominaba de manera oficial Glasgow District Railway, aunque posteriormente cambió su nombre a Glasgow Underground (Subterráneo de Glasgow) en 1936. Debido a que muchos usuarios se referían a él de manera informal como «the Subway», su operador Strathclyde Partnership for Transport (SPT), decidió rebautizarlo como «Glasgow Subway» en 2003. Es uno de los cuatro sistemas de ferrocarril subterráneo operativos en el Reino Unido (siendo los otros los de Londres, el de Docklands y el Tyne and Wear).
Actualmente se encuentra en marcha un estudio para plantear una posible una ampliación de la línea hacia el sur de la ciudad.

## Características de la línea

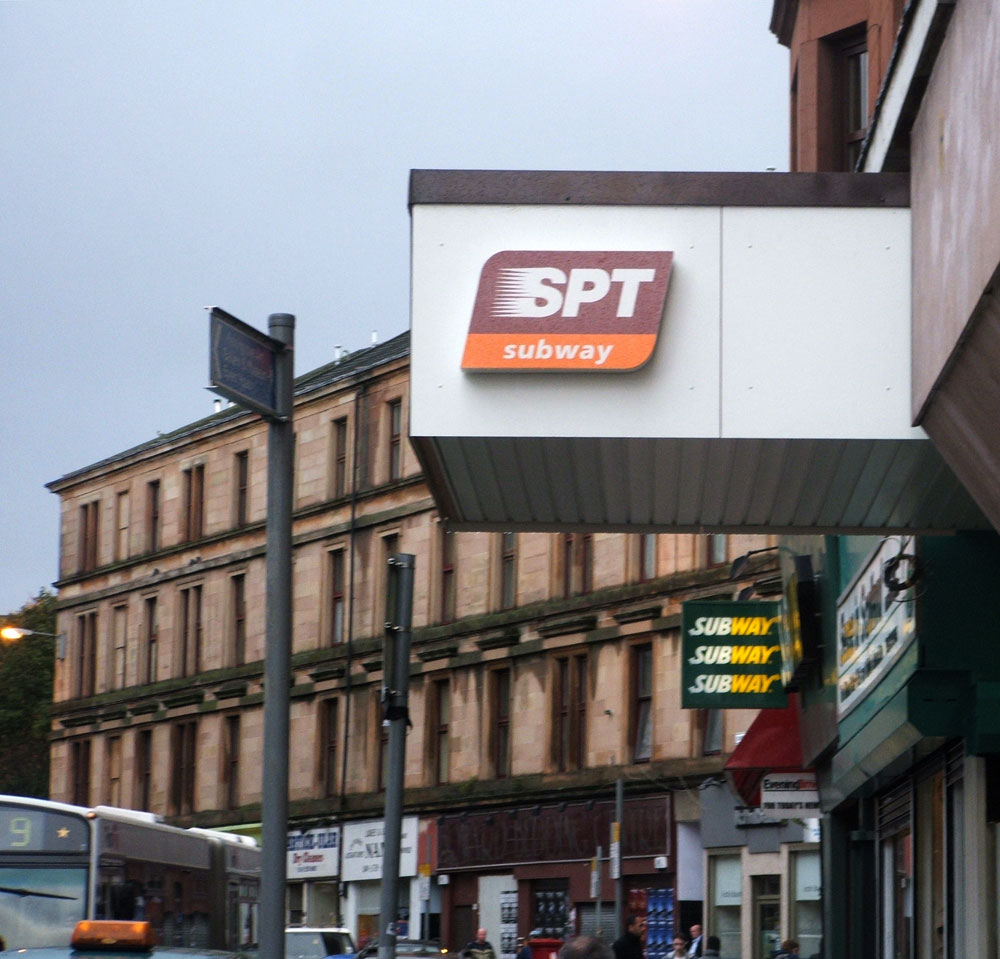
Entrada de la estación de Kelvinhall, renovada con la nueva señalética.

La ruta circular tiene unos 10,4 kilómetros de longitud que se extiende al norte y al sur del río Clyde. Las vías son de ancho estrecho, de unos 1.219 mm, y los túneles tienen un diámetro de 3,35 metros, incluso inferior que las líneas tubo del metro de Londres. Su electrificación se caracteriza por usar el sistema de tercer raíl, con lo cual los trenes carecen de catenaria aérea.
Todo el suburbano se encuentra soterrado a excepción de las cochera de mantenimiento de Broomloan Road, que se encuentra en superficie. El sistema es propiedad y a su vez está operado por Strathclyde Partnership for Transport (SPT).
La línea transportó aproximadamente una media de 35.000 pasajeros cada día durante el periodo 2013-2014.

## Conexiones
Antes de su modernización, el metro no ofrecía conexiones formales con otros transportes de la ciudad, aunque Merkland Street y Buchanan Street se encontraban cerca de estaciones de British Rail. Con su modernización se ha favorecido la intermodalidad, creando nuevas correspondencias:
- En Partick, el sistema conecta con las líneas de cercanías North Clyde Line y Argyle Line.
- Enlace entre Buchanan Street y Glasgow Queen Street.
- Glasgow Central y Argyle Street, se encuentran cerca de St. Enoch.

## Recorrido y estaciones
Su única línea cubre un total de 10.4 kilómetros, y pasa por 15 estaciones:
- Hillhead
- Kelvinbridge
- St. George's Cross
- Cowcaddens
- Buchanan Street
- St. Enoch
- Bridge Street
- West Street
- Shields Road
- Kinning Park
- Cessnock
- Ibrox (anteriormente Copland Road)
- Govan (anteriormente Govan Cross)
- Partick (anteriormente Merkland Street)
- Kelvinhall (anteriormente Partick Cross)